# 小笠原锉石鳖
小笠原锉石鳖（学名：Ischnochiton boninensis）是多板纲石鳖目薄石鳖科薄石鳖属的一种。

## 分佈及棲息地
本物種見於韩国、香港吐露港及大鵬灣、中国大陆、日本本州中部等北太平洋地區。常栖息在潮间带中潮区至水深5米。

## 參看
- 花斑锉石鳖 Ischnochiton comptus：外型非常相似的物種[6]

## 外部連結
- 維基物種上的相關：小笠原锉石鳖